# Wiktar Kamozki
Wiktar Baryssawitsch Kamozki (belarussisch Віктар Барысавіч Камоцкі, russisch Виктор Борисович Камоцкий Wiktor Borissowitsch Kamozki; * 20. April 1963 in Minsk) ist ein ehemaliger sowjetisch-belarussischer Skilangläufer.

## Werdegang
Kamozki startete international erstmals bei der Winter-Universiade 1991 in Sapporo. Dort gewann er die Goldmedaille über 30 km Freistil. Sein erstes von insgesamt 16 Weltcupeinzelrennen lief er im Dezember 1991 in Ramsau am Dachstein, das er auf dem 44. Platz über 10 km Freistil beendete. Bei den Weltmeisterschaften im März 1993 in Falun belegte er den 41. Platz über 50 km Freistil, den 22. Rang über 10 km klassisch und den 20. Platz über 30 km klassisch. Dies war zugleich sein bestes Einzelergebnis im Weltcup. Zudem errang er den siebten Platz mit der Staffel. Bei den Olympischen Winterspielen im folgenden Jahr in Lillehammer kam er auf den 31. Platz über 30 km Freistil, auf den 28. Rang über 10 km klassisch und auf den 21. Platz über 50 km klassisch. Zusammen mit Ihar Obuchou, Sjarhej Dalidowitsch und Wjatscheslaw Plaksunow errang er dort den 12. Platz in der Staffel. Sein letztes Weltcuprennen absolvierte er im März 1994 in Lahti, das er auf dem 40. Platz über 15 km Freistil beendete.

## Referenz
1. ↑  Sports Reference, Viktor Kamotsky (Memento vom 18. März 2011 im Internet Archive)

| Personendaten    | Personendaten                                                                |
| ---------------- | ---------------------------------------------------------------------------- |
| NAME             | Kamozki, Wiktar                                                              |
| ALTERNATIVNAMEN  | Віктар Барысавіч Камоцкi; Kamozki, Wiktar Baryssawitsch (vollständiger Name) |
| KURZBESCHREIBUNG | sowjetisch-belarussischer Skilangläufer                                      |
| GEBURTSDATUM     | 20. April 1963                                                               |
| GEBURTSORT       | Minsk                                                                        |